# Garibaldo (vescovo di Novara)
Garibaldo (... – Novara, maggio 902) fu vescovo di Novara dall'895 fino alla sua morte.

## Biografia
Garibaldo nacque in data sconosciuta e intraprese la carriera ecclesiastica.
Nel febbraio dell'895 venne nominato vescovo di Novara, rimanendo in carica sino alla propria morte, nel maggio del 902.
Di lui si sa che, poco prima di morire, ricevette per mano di Berengario I, il 9 maggio 902, un diploma di conferma di possesso dei beni della chiesa novarese.